# هال برادلي
هال برادلي (بالإنجليزية: Hal Bradley)‏ هو لاعب كرة قدم أمريكية أمريكي، ولد في 23 نوفمبر 1913 في وينستون-سالم في الولايات المتحدة، وتوفي في 14 يونيو 1981.